# Albertipia

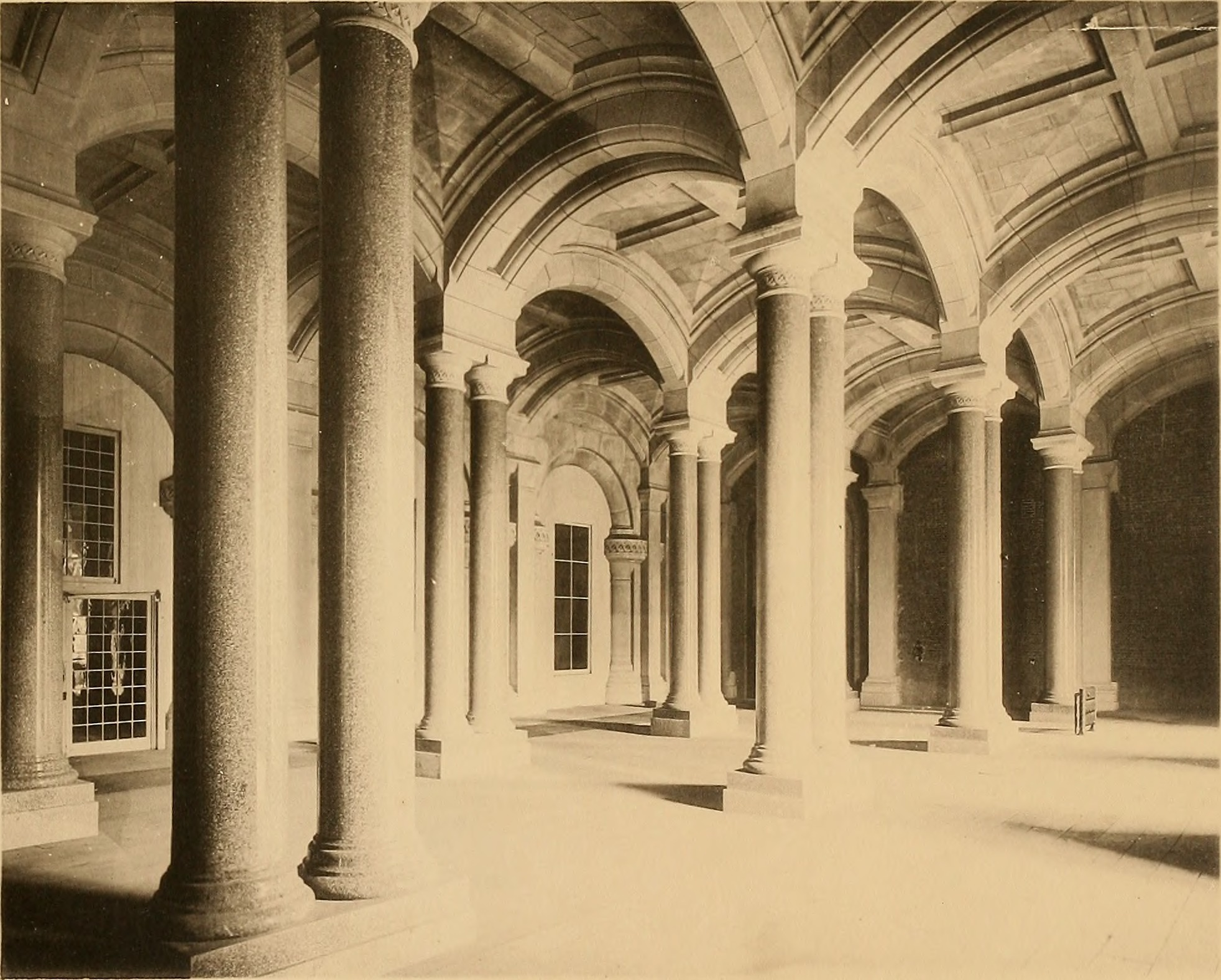
Uma impressão feita usando o processo albertipia

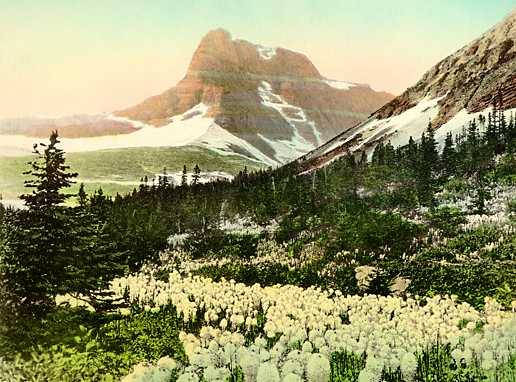
Albertipia colorida à mão do Parque Nacional Glacier nos Estados Unidos em 1920

Uma albertipia é uma imagem impressa a partir de uma espécie de placa revestida de gelatina produzida por meio de um negativo fotográfico. O processo foi inventado por Josef Albert, um fotógrafo alemão que possuía e dirigia um estúdio e um laboratório fotográfico em Augsburgo, Alemanha.
A técnica é semelhante à fototipia, mas substitui a placa de gel pela pedra litográfica utilizada na fototipia. A heliotipia, inventada em 1871 por Edwards, é outro processo semelhante.
A inovação de Albert foi substituir o cobre ou pedra por vidro, construir uma prensa mecânica e cobri-la com outra camada de gel, silicato misturado com gelatina, para produzir cerca de duas mil impressões de cada placa usando prensas de gravura e rolos manuais. Este novo processo foi apresentado na Exposição Fotográfica de 1868 em Hamburgo e “albertipia” foi o nome dado por Joseph Albert. Esta técnica foi adotada por editoras que criaram milhares de cartões postais e viewbooks.
Em 1890, Adolph e Herman L. Wittemann fundaram a Albertype Company, uma editora de cartões postais e livros de exibição no Brooklyn, na cidade de Nova Iorque. Essa empresa começou a usar o que eram então "novas tecnologias", como a albertipia, para reproduzir imagens fotomecânicas. Naquela época, eles conseguiram coletar negativos das cidades e vilas dos Estados Unidos e criaram mais de 25 mil impressões de 1890 a 1952.